# Campeonato Europeo de Gimnasia Rítmica de 2019
El XXXV Campeonato Europeo de Gimnasia Rítmica se celebró en Bakú (Azerbaiyán) entre el 16 y el 19 de mayo de 2019 bajo la organización de la Unión Europea de Gimnasia (UEG) y la Federación Azerbaiyana de Gimnasia.
Las competiciones se realizaron en la Arena Nacional de Gimnasia de la capital azerbaiyana.

## Resultados
| Evento                                | Oro                                                                  | Plata                                                                          | Bronce                                                          |
| ------------------------------------- | -------------------------------------------------------------------- | ------------------------------------------------------------------------------ | --------------------------------------------------------------- |
| Pelota (19.05)                        | Arina Averina · Rusia · 22,850 pts.                                  | Alexandra Soldatova · Rusia · 22,050 pts.                                      | Boriana Kalein Bulgaria 21,800 pts.                             |
| Mazas (19.05)                         | Arina Averina · Rusia · 23,200                                       | Dina Averina · Rusia · 22,950                                                  | Vlada Nikolchenko · Ucrania · 22,475                            |
| Cinta (19.05)                         | Dina Averina · Rusia · 20,400                                        | Alexandra Soldatova · Rusia · 20,300                                           | Boriana Kalein Bulgaria 19,750                                  |
| Aro (19.05)                           | Dina Averina · Rusia · 23,300                                        | Katsiaryna Halkina · Bielorrusia · 21,150                                      | Nicol Zelikman Israel 20,950                                    |
| Concurso completo por equipos (18.05) | Rusia · Arina Averina · Dina Averina · Alexandra Soldatova · 216,225 | Bielorrusia · Katsiaryna Halkina · Alina Harnasko · Anastasiya Salos · 206,000 | Bulgaria Boriana Kalein Katrin Taseva Neviana Vladinova 202,075 |

## Medallero
| Núm. | País        | Oro | Plata | Bronce | Total |
| ---- | ----------- | --- | ----- | ------ | ----- |
| 1    | Rusia       | 5   | 3     | 0      | 8     |
| 2    | Bielorrusia | 0   | 2     | 0      | 2     |
| 3    | Bulgaria    | 0   | 0     | 3      | 3     |
| 4    | Israel      | 0   | 0     | 1      | 1     |
| 4    | Ucrania     | 0   | 0     | 1      | 1     |
|      | TOTAL       | 5   | 5     | 5      | 15    |